# Les Mystères romains (série littéraire)
 (janvier 2025).
Si vous disposez d'ouvrages ou d'articles de référence ou si vous connaissez des sites web de qualité traitant du thème abordé ici, merci de compléter l'article en donnant les références utiles à sa vérifiabilité et en les liant à la section « Notes et références ».
Pour les articles homonymes, voir Les Mystères romains.
Les Mystères romains est une série littéraire écrite par Caroline Lawrence et composée de 17 volumes dont une partie a été traduite en français. Éditée par Milan Poche, la série relate les aventures de quatre amis vivant dans l'Empire romain entre 79 et 81 apr. J.-C.. Il y a Flavia Gemina, la fille d'un armateur romain, Jonathan Ben Mordecaï un jeune chrétien, Nubia, une esclave africaine affranchie, et Lupus, un jeune mendiant d'origine grecque muet. 

## Principaux personnages

### Personnages principaux
- Flavia Gemina, jeune fille de la classe équestre d'Ostie, est très intelligente, avec un esprit très vif qui l'aide beaucoup pour résoudre les mystères. Elle se révèle très cultivée, lisant assidûment l’Énéide, mais aussi têtue et autoritaire. Son père, le capitaine Marcus Flavius Geminus, est capitaine d'un navire de commerce (sa mère est morte lorsqu'elle a accouché de deux jumeaux). Elle a un chien (Scuto), ainsi qu'une grande maison de ville. Son oncle paternel, Gaïus, est un fermier de Stabies qui perdra tous ses biens dans la catastrophe du Vésuve et qui épousera la sœur de Jonathan, Miriam. Du côté de sa mère, sa tante Cynthia et son oncle Aulus (un sénateur) vivent dans une villa aisée de Rome.

- Jonathan est le fils d'un médecin d'Ostie, Mordecaï ben Ezra. Il est le voisin de Flavia. Sa famille vient de Jérusalem et est convertie au christianisme (qui était à l'époque une branche du judaïsme) ; la mère de Jonathan est déclarée morte lors du siège de Jérusalem (70) (ce qui se révélera faux). Sa sœur, Miriam, attire les regards de tous les hommes à cause de sa très grande beauté, mais elle n'aime pas être l'objet de toutes les attentions. Jonathan souffre d'asthme ; il aime faire des blagues mais a un esprit critique très fort, ce qui le rend souvent pessimiste. Quant à son chien, il s'appelle Tigris.

- Nubia est l'esclave africaine que Flavia a acheté dans le premier tome, émue par la détresse de cette jeune fille. Bien qu'elle ne maîtrise pas bien le latin ni les codes de la société romaine, elle se révèle d'une très grande sagesse et d'un grand calme ; elle comprend très facilement la psychologie des gens. Elle aime bien jouer de la flûte et s'occuper des animaux (dont son chien Nipur). Elle est affranchie dans « Les Pirates de Pompéi ». Alors qu'elle croit toute sa famille tuée réduite à l'esclavage, elle parviendra à retrouver son frère aîné Taharqo, gladiateur à l'amphithéâtre Flavien.

- Lupus est initialement un enfant-mendiant d'Ostie, recueilli par la famille de Jonathan. Il a la langue coupée et ne peut pas parler ; il se sert donc d'une tablette de cire et d'une craie pour écrire et communiquer. Sa petite taille lui permet de passer inaperçu et donc de mieux enquêter. Les romans nous apprennent qu'il est Grec (originaire de l'île de Symi) et qu'il est indirectement lié à la vie de Venalicius, un marchand d'esclaves.

### Personnages secondaires
- Aristo est le jeune et beau Grec qui assure l'éducation de Flavia (et par là, celle de ses amis). Il vient de Corinthe. En raison des absences répétées du père de Flavia, il fait office de tuteur des enfants.

- Marcus Artorius Bato : magistrat d'Ostie pendant l'année 79, il est tantôt l'allié des amis de Flavia (pour aider à retrouver les enfants enlevés ou pour arrêter le tueur de chiens), tantôt leur adversaire (dans le procès d'Hephzibah ou lors de l'arrestation de Mordecaï).

- Mordecaï ben Ezra, le père de Jonathan, qui est souvent la seule autorité paternelle des quatre enfants quand le père de Flavia est parti en voyage ; son métier de médecin lui confère une grande sagesse et une culture très large.

- Alma, l'esclave de la famille de Flavia ; après avoir en avoir été la nourrice, elle est la cuisinière de Flavia. Assez corpulente et âgée, elle informe souvent les enfants des rumeurs qui circulent à Ostie.

- Pulchra, la fille de Publius Pollius Felix, un très riche Romain qui habite dans la villa Limona à Sorrente (sur la baie de Naples). Très gâtée, Pulchra est aussi autoritaire et très exigeante à l'égard de ses amis et esclaves, recherchant toujours la plus grande richesse ; quant à son père, il s'entoure de « clients », d'où son surnom « le Patron ». Personnage énigmatique, il est admiré de quasiment toutes les personnes qu'il rencontre et est « la moitié des femmes de Campanie sont amoureuses de lui ». Flavia en est secrètement amoureuse, jusqu'au tome 11.

- Miriam, est la sœur de Jonathan et la fille de Mordecaï. Elle épouse Gaius, l'oncle de Flavia, dans le tome 6.

### Personnages historiques
L'auteur fait référence aussi à des personnages célèbres de l'époque comme l'empereur Titus, Pline l'Ancien et son neveu Pline le Jeune, Caius Valerius Flaccus (un jeune patricien très riche et distingué, qui est en apparence condescendant voire snob, mais qui se révèle être un étudiant en rhétorique très cultivé et généreux), Flavius Josèphe (historien juif, devenu citoyen romain), Suétone (qui est appelé par son cognomen Tranquillus, et déjà porté sur les ragots), etc.

### Faits historiques
L'auteur de cette série reprend beaucoup d'événements de l'époque comme l'éruption du Vésuve en août 79, l'incendie de Rome pendant l'hiver 90, ou encore l'inauguration du Colisée (amphithéâtre Flavien). Le récit, ses péripéties, descriptions et dialogues sont souvent des occasions pour Caroline Lawrence de faire quelques remarques sur la civilisation romaine : très variées, celles-ci concernent les modes vestimentaires, la gastronomie, l'ambiance des rues, les expressions en vogue, les rapports codifiés au sein de la société, les mythes gréco-romains...

## Liste des romans

### Du sang sur la via Appia
- Publications : au Royaume-Uni aux éditions Orion en 2001 ; en France aux éditions Milan en 2002.
- Résumé : Ce premier tome amorce le début de la série, avec les quatre amis qui font connaissance à Ostie, et qui - malgré leurs origines sociales différentes - vont résoudre une affaire de chiens tués. On est en 79 après Jésus-Christ. Quatre enfants unissent leurs efforts pour découvrir le mystérieux tueur en série de chiens. Ils n'ont pourtant aucun lien : Flavia est la fille de Flavius Geminus, un riche capitaine romain ; Jonathan, son voisin, est un jeune garçon juif ; Nubia est une jeune esclave africaine ; Lupus est un jeune mendiant muet. C'est ensemble qu'ils devront lutter contre les pièges qui les attendent, à Ostie, où le danger est à chaque coin de rue. Au détour de l'intrigue, on découvre une ville sous l'apogée de l'Empire romain. L'auteur ne manque pas de donner des informations complémentaires dans son récit, comme des détails historiques, sur la vie des Romains.

### Les Secrets de Pompéi
- Publications : publié au Royaume-Uni en 2001 ; en France aux éditions Milan le 14 octobre 2002.
- Résumé : Flavia, Nubia, Jonathan et Lupus, les quatre héros, se retrouvent à Pompéi et y rencontrent Pline l'Ancien. Ils partent alors, avec les indications de ce dernier, à la recherche d'un trésor. Et le Vésuve sort de son long sommeil…

### Les Pirates de Pompéi
- Publications :
- Résumé : Les volumes 2 et 3 sont liés : tandis que le deuxième tome narre l'éruption du Vésuve vécue par les héros à Pompéi et à Stabies (chez l'oncle de Flavia) et les jours qui l'ont précédé, le troisième raconte la période qui suit l'éruption : Flavia, ses amis et son oncle ont quasiment tout perdu dans la catastrophe ; un riche notable, Publius Pollius Felix (appelé le « Patron ») les invite dans sa villa sur la côte de Sorrente, mais les enfants sont enlevés par des esclaves en fuite. On y découvre l'histoire de Nubia avant sa capture par les trafiquants d'esclaves. À noter que « Les Secrets de Pompéi » est un des rares volumes où un mystère à proprement parler ne domine pas le récit, la description de l'éruption prenant une place majeure.

### Les Assassins de Rome
- Publications : publié à Londres chez Orion en 2008 ; publié en France aux éditions Milan en 2008.
- Résumé : Le quatuor est invité chez l’empereur Titus, menacé d'assassinat. L'action de ce roman historique se déroule à Rome.

### Les Dauphins de Laurentum
- Publication en France : 2004.
- Résumé : Tandis que le père de Flavia vient d'être sauvé du naufrage de son navire, il est criblé de dettes et Pline le Jeune vient en aide à Flavia et ses amis. En apprenant qu'un trésor se cache sous la mer près de la villa de Pline, les quatre enfants tâchent de pêcher ce trésor (en vain). On y apprend comment Lupus a perdu sa langue, ainsi que ses origines. Le répugnant marchand d'esclaves Venalicius meurt, pris de remords.

### Les Douze Travaux de Flavia
- Publications : en France, aux éditions Milan, collection Poche Histoire), 2005,  (ISBN 2-7459-1024-8)
- Résumé : Alors qu'elle n'a plus le droit de résoudre des mystères, Flavia ne veut pas que son père se remarie avec une jeune femme. Aidée par ses songes, elle mène l'enquête dans toute la ville d'Ostie en retrouvant différents lieux évoquant chacun des douze travaux mythologiques d'Hercule. Dans ce volume, la sœur de Jonathan (Miriam) épouse l'oncle de Flavia (Gaïus) ; tandis qu'Ostie fête les Saturnales.

### Les Ennemis de Jupiter
- Publications : Royaume-Uni en 2003 ; France, en grand format, aux éditions Milan, en 2006 et dans la collection Poche Histoire, en 2012

- Remarque : Bien que ce soient deux récits distincts, ce volume et le suivant se déroulent à Rome à quelques semaines d'intervalle.
- Résumé : Appelés par l'empereur Titus, Flavia et ses amis doivent résoudre un mystère lié à l'épidémie de peste qui sévit à Rome. Mais Titus refusant de rendre Susannah à la famille de Jonathan, celui s'enfuit et cause accidentellement le grand incendie de Rome de l'hiver 80.

### Les Gladiateurs de l'Empereur
- Publications : Royaume-Uni en 2004 ; France, aux éditions Milan, en 2006
- Remarque : Bien que ce soient deux récits distincts, ce volume et le précédent se déroulent à Rome à quelques semaines d'intervalle.
- Résumé : Lors du grand incendie de Rome, Jonathan a disparu. Serait-il mort ? Ou alors devenu gladiateur ? Ses amis Flavia, Nubia et Lupus sont invités à Rome chez Aulus, l'oncle de Flavia. Ils peuvent donc assister aux cent jours de jeux organisés par Titus pour l'inauguration du Colisée. Le trio va donc le chercher partout dans le Colisée. Les trois amis retrouvent Jonathan, qui s'est engagé comme gladiateur. Ils auront la plus grande peine à le ramener à Ostie.

### Le Marchand d'esclaves
Publication en France : 2007.
- Résumé : Plusieurs enfants ont été enlevés à Ostie par des trafiquants d'esclaves. Aidés par un ancien magistrat (Bato) et un jeune patricien, Flaccus, Flavia et ses amis vont à leur recherche en Grèce, de Corinthe à Rhodes. Lupus retrouvera la trace de sa mère en Asie.

### Les Fugitifs d'Athènes
- Publication en France : 2007.
- Résumé : Le père de Flavia a été poignardé dans son sommeil dans une auberge de Corinthe, et tout semble accuser Aristo, le précepteur grec de Flavia. Les quatre amis partent à sa poursuite, mais les éléments viennent contredire la théorie de Flavia, tandis que les enfants vont à Mégare, Delphes et Athènes. Ils consulteront même la Pythie de Delphes, sans que son oracle ne puisse aider les enfants. Finalement, on y apprend beaucoup d'Aristo et de son frère, Dion.

### Les Espions de Surrentum
- Publication en France : 2007.
- Résumé : Pulchra, la fille de Pollius Felix, invite Jonathan et ses amis à passer des vacances dans la villa de Sorrente, située près du Vésuve. La véritable raison est que Pulchra soupçonne différents convives d'empoisonner sa mère, souvent malade et dépressive. On y apprend beaucoup sur les philosophies épicurienne et stoïcienne, ainsi que sur les poisons utilisés à l'époque. Certains passages comportent de nombreux passages à sous-entendus « adultes » (la visite à Baiae, lieu de débauche romaine ; ou la nature de séducteur compulsif de Felix,...).

### Les Cavaliers de Rome
- Publications :
- Résumé :  Les courses de chevaux est le principal thème du récit. Flavia, Jonathan et leurs amis se rendent à Rome pour assister aux Ludi Romani (de grandes courses de chevaux au Circus Maximus), car l'un de leurs amis, Scopas, est palefrenier dans l'équipe des Verts. Mais alors que les incidents se multiplient au sein de l'équipe (disparition d'étalons, tablette de malédiction, chevaux qui s'emballent, accidents de course), les quatre amis vont résoudre ce mystère et permettre une très belle victoire aux Verts.

### L'Esclave de Jérusalem
- Publications :
- Résumé : L'amie d'enfance de Miriam (la sœur de Jonathan), Hephzibah, affirme avoir été affranchie ; mais son nouveau maître l'accuse d'un triple meurtre. Jonathan et ses amis veulent défendre Hephzibah, mais leur enquête est difficile et ils trouvent difficilement une aide judiciaire. Malgré un procès très dur, Hephzibah sera innocentée et déclarée affranchie, mais Miriam meurt en couches. On y apprend beaucoup sur le système judiciaire romain, le déroulement d'un procès (qui n'est pas toujours vertueux : les témoins et le public sont parfois payés...).

### L'Émeraude du désert
- Publication en France : Milan (Poche Histoire), février 2010,  (ISBN 978-2-7459-5403-9)
- Résumé :
- Remarque : ce quatorzième volume de la série de romans écrits par Caroline Lawrence, dont l'action se déroule sous la Rome antique, est, en septembre 2015, le dernier à avoir été traduit en français.

### Autres volumes non traduits
À noter que d'autres volumes, déjà parus en anglais, ne sont pas encore traduits en français. Il y a en tout dix-sept volumes (dont le dernier est The Man from the Pomegranate Street), auxquels s'ajoutent plusieurs « mini-mystères ».

## Adaptation
La série a aussi été adaptée à la télévision en Grande-Bretagne.